# Alireza Zamani
Alireza Zamani est un arachnologiste iranien né le 11 janvier 1994 à Téhéran.
C'est un spécialiste des araignées d'Iran,.

## Taxon nommés en son honneur
- Anthocharis gruneri zamanii Naderi & Back, 2019
- Tegenaria zamanii Marusik & Omelko, 2014

## Quelques taxons décrits
- Sous-famille
  - Scyloxinae Zamani, Magalhaes & Rheims, 2022 (Scytodidae)
- Genres
  - Asiascape Zamani & Marusik, 2020 (Agelenidae)
  - Bastanius Mirshamsi, Zamani & Marusik, 2016 (Hersiliidae)
  - Bosselaerius Zamani & Marusik, 2020 (Phrurolithidae)
  - Callipelis Zamani & Marusik, 2017 (Gnaphosidae)
  - Ecurobius Zamani & Marusik, 2021 (Amaurobiidae)
  - Gorbiscape Zamani & Marusik, 2020 (Agelenidae)
  - Iranotricha Zamani & Marusik, 2018 (Gnaphosidae)
  - Kharitonovia Esyunin, Zamani & Tuneva, 2017 (Dictynidae)
  - Persilena Zamani & Marusik, 2020 (Agelenidae)
  - Persiscape Zamani & Marusik, 2020 (Agelenidae)
  - Sestakovaia Zamani & Marusik, 2021 (Liocranidae)
  - Spinozodium Zamani & Marusik, 2022 (Zodariidae)
  - Zagrotes Zamani, Chatzaki, Esyunin & Marusik, 2021 (Gnaphosidae)
- Espèces
  - Acanthinozodium armita Zamani & Marusik, 2021 (Zodariidae)
  - Acanthinozodium atrisa Zamani & Marusik, 2021 (Zodariidae)
  - Acanthinozodium diara Zamani & Marusik, 2021 (Zodariidae)
  - Acanthinozodium dorsa Zamani & Marusik, 2021 (Zodariidae)
  - Acanthinozodium elburzicum Zamani & Marusik, 2021 (Zodariidae)
  - Acanthinozodium kiana Zamani & Marusik, 2021 (Zodariidae)
  - Acanthinozodium masa Zamani & Marusik, 2021 (Zodariidae)
  - Acanthinozodium niusha Zamani & Marusik, 2021 (Zodariidae)
  - Acanthinozodium ovtchinnikovi Zamani & Marusik, 2021 (Zodariidae)
  - Acanthinozodium parmida Zamani & Marusik, 2021 (Zodariidae)
  - Acanthinozodium parysatis Zamani & Marusik, 2021 (Zodariidae)
  - Acanthinozodium sorani Zamani & Marusik, 2021 (Zodariidae)
  - Aelurillus westi Azarkina & Zamani, 2019 (Salticidae)
  - Agroeca angirasu Zamani & Marusik, 2021 (Liocranidae)
  - Aituaria iranica Zamani & Marusik, 2021 (Nesticidae)
  - Ajmonia rajaeii Zamani & Marusik, 2017 (Dictynidae)
  - Alopecosa murphyorum Zamani, Nadolny, Esyunin & Marusik, 2022 (Lycosidae)
  - Alopecosa robertsi Zamani, Nadolny, Esyunin & Marusik, 2022 (Lycosidae)
  - Anemesia koponeni Marusik, Zamani & Mirshamsi, 2014 (Cyrtaucheniidae)
  - Araniella levii Zamani & Marusik, 2020 (Araneidae)
  - Araniella maasdorpi Zamani & Marusik, 2020 (Araneidae)
  - Araniella mithra Zamani, Marusik & Šestáková, 2020 (Araneidae)
  - Araniella villanii Zamani, Marusik & Šestáková, 2020 (Araneidae)
  - Asiascape parthica Zamani & Marusik, 2020 (Agelenidae)
  - Azerithonica sagartia Zamani & Marusik, 2019 (Agelenidae)
  - Bastanius kermanensis Mirshamsi, Zamani & Marusik, 2016 (Hersiliidae)
  - Berinda hoerwegi Zamani, Chatzaki, Esyunin & Marusik, 2021 (Gnaphosidae)
  - Berlandina artaxerxes Zamani, Chatzaki, Esyunin & Marusik, 2021 (Gnaphosidae)
  - Bosselaerius hyrcanicus Zamani & Marusik, 2020 (Phrurolithidae)
  - Bosselaerius tajikistanicus Zamani & Marusik, 2020 (Phrurolithidae)
  - Brigittea avicenna Zamani & Marusik, 2021 (Dictynidae)
  - Callipelis deserticola Zamani & Marusik, 2017 (Gnaphosidae)
  - Cebrennus rambodjavani Moradmand, Zamani & Jäger, 2016 (Sparassidae)
  - Cheiracanthium iranicum Esyunin & Zamani, 2020 (Cheiracanthiidae)
  - Cryptodrassus iranicus Zamani, Chatzaki, Esyunin & Marusik, 2021 (Gnaphosidae)
  - Deltshevia taftanensis Zamani & Marusik, 2021 (Hersiliidae)
  - Devade naderii Zamani & Marusik, 2017 (Dictynidae)
  - Diaea osmanii Zamani & Marusik, 2017 (Thomisidae)
  - Draconarius nathiagalicus Zamani, 2021 (Agelenidae)
  - Drassodes marusiki Esyunin & Zamani, 2019 (Gnaphosidae)
  - Drassodes persianus Zamani, Chatzaki, Esyunin & Marusik, 2021 (Gnaphosidae)
  - Duninia grodnitskyi Zamani & Marusik, 2018 (Hersiliidae)
  - Echemus caspicus Zamani, Chatzaki, Esyunin & Marusik, 2021 (Gnaphosidae)
  - Ecurobius parthicus Zamani & Marusik, 2021 (Amaurobiidae)
  - Episinus mikhailovi Zamani & Marusik, 2021 (Theridiidae)
  - Eresus adaleari Zamani & Szűts, 2020 (Eresidae)
  - Euryopis schwendingeri Zamani & Marusik, 2021 (Theridiidae)
  - Evarcha dena Zamani, 2017 (Salticidae)
  - Filistata balouchi Zamani & Marusik, 2020 (Filistatidae)
  - Filistata maguirei Marusik & Zamani, 2015 (Filistatidae)
  - Gnaphosa qamsarica Zamani, Chatzaki, Esyunin & Marusik, 2021 (Gnaphosidae)
  - Gorbiscape gorbachevi Zamani & Marusik, 2020 (Agelenidae)
  - Hahnia deiocesi Zamani & Marusik, 2021 (Hahniidae)
  - Haplodrassus medes Zamani, Chatzaki, Esyunin & Marusik, 2021 (Gnaphosidae)
  - Haplodrassus qashqai Zamani, Chatzaki, Esyunin & Marusik, 2021 (Gnaphosidae)
  - Hersilia talebii Mirshamsi, Zamani & Marusik, 2016 (Hersiliidae)
  - Hersiliola artemisiae Zamani, Mirshamsi & Marusik, 2017 (Hersiliidae)
  - Hersiliola babylonica Zamani & Marusik, 2022 (Hersiliidae)
  - Homolophus airyamani Snegovaya, Cokendolpher & Zamani, 2021 (Phalangiidae)
  - Iranotricha lutensis Zamani & Marusik, 2018 (Gnaphosidae)
  - Ischnocolus vanandelae Montemor, West & Zamani, 2020 (Theraphosidae)
  - Lachesana kavirensis Zamani & Marusik, 2021 (Zodariidae)
  - Lachesana perseus Zamani & Marusik, 2021 (Zodariidae)
  - Levymanus dezfulensis Zamani & Marusik, 2020 (Palpimanidae)
  - Liocranoeca deserticola Zamani & Marusik, 2022 (Liocranidae)
  - Loureedia phoenixi Zamani & Marusik, 2020 (Eresidae)
  - Loxosceles coheni Zamani, Mirshamsi & Marusik, 2021 (Sicariidae)
  - Loxosceles persica Ribera & Zamani, 2017 (Sicariidae)
  - Loxosceles turanensis Zamani, Mirshamsi & Marusik, 2021 (Sicariidae)
  - Lycosa aragogi Nadolny & Zamani, 2017 (Lycosidae)
  - Lycosa elymaisa Zamani & Nadolny, 2022 (Lycosidae)
  - Lycosa macrophthalma Nadolny & Zamani, 2020 (Lycosidae)
  - Marinarozelotes achaemenes Zamani, Chatzaki, Esyunin & Marusik, 2021 (Gnaphosidae)
  - Marjanus isfahanicus Zamani, Chatzaki, Esyunin & Marusik, 2021 (Gnaphosidae)
  - Mesiotelus caucasicus Zamani & Marusik, 2021 (Liocranidae)
  - Mesiotelus patricki Zamani & Marusik, 2021 (Liocranidae)
  - Micaria atropatene Zamani & Marusik, 2021 (Gnaphosidae)
  - Microfilistata magalhaesi Zamani & Marusik, 2018 (Filistatidae)
  - Neoscona isatis Zamani, Marusik & Šestáková, 2020 (Araneidae)
  - Nomisia ameretatae Zamani, Chatzaki, Esyunin & Marusik, 2021 (Gnaphosidae)
  - Oecobius fahimii Zamani & Marusik, 2018 (Oecobiidae)
  - Oecobius ferdowsii Mirshamsi, Zamani & Marusik, 2017 (Oecobiidae)
  - Oecobius ilamensis Zamani, Mirshamsi & Marusik, 2017 (Oecobiidae)
  - Palpimanus carmania Zamani & Marusik, 2021 (Palpimanidae)
  - Palpimanus persicus Zamani & Marusik, 2021 (Palpimanidae)
  - Paracedicus kasatkini Zamani & Marusik, 2017 (Cybaeidae)
  - Paratheuma enigmatica Zamani, Marusik & Berry, 2016 (Dictynidae)
  - Pardosa zagrosica Zamani & Nadolny, 2022 (Lycosidae)
  - Parolpium litoreum Nassirkhani & Zamani, 2018 (Olpiidae)
  - Pax ellipita Zamani & Marusik, 2021 (Zodariidae)
  - Pax leila Zamani & Marusik, 2021 (Zodariidae)
  - Persilena sengleti Zamani & Marusik, 2020 (Agelenidae)
  - Persiscape caspica Zamani & Marusik, 2020 (Agelenidae)
  - Persiscape ecbatana Zamani & Marusik, 2020 (Agelenidae)
  - Persiscape nassirkhanii Zamani & Marusik, 2020 (Agelenidae)
  - Persiscape zagrosensis Zamani & Marusik, 2020 (Agelenidae)
  - Phalangium martensi Snegovaya, Cokendolpher & Zamani, 2021 (Phalangiidae)
  - Phrurolithus azarkinae Zamani & Marusik, 2020 (Phrurolithidae)
  - Phrynichus persicus Miranda & Zamani, 2018 (Phrynichidae)
  - Phyxioschema gedrosia Schwendinger & Zamani, 2018 (Euagridae)
  - Piratula raika Zamani & Marusik, 2021 (Lycosidae)
  - Plator soastus Zamani & Marusik, 2022 (Trochanteriidae)
  - Prodidomus inexpectatus Zamani, Chatzaki, Esyunin & Marusik, 2021 (Prodidomidae)
  - Pritha garfieldi Marusik & Zamani, 2015 (Filistatidae)
  - Proszynskiana izadii Azarkina & Zamani, 2019 (Salticidae)
  - Proszynskiana logunovi Azarkina & Zamani, 2019 (Salticidae)
  - Pseudomicrommata mokranica Moradmand, Zamani & Jäger, 2019 (Sparassidae)
  - Pterotricha arabica Zamani, 2018 (Gnaphosidae)
  - Pterotricha esyunini Zamani, 2018 (Gnaphosidae)
  - Pterotricha kovblyuki Zamani & Marusik, 2018 (Gnaphosidae)
  - Pterotricha montana Zamani & Marusik, 2018 (Gnaphosidae)
  - Pterotricha nadolnyi Zamani, 2018 (Gnaphosidae)
  - Pterotricha stevensi Zamani, 2018 (Gnaphosidae)
  - Raveniola mazandaranica Marusik, Zamani & Mirshamsi, 2014 (Nemesiidae)
  - Rhysodromus genoensis Zamani & Marusik, 2021 (Philodromidae)
  - Rhysodromus medes Zamani & Marusik, 2021 (Philodromidae)
  - Sahastata amethystina Marusik & Zamani, 2016 (Filistatidae)
  - Sahastata sinuspersica Marusik, Zamani & Mirshamsi, 2014 (Filistatidae)
  - Salticus lucasi Zamani, Hosseini & Moradmand, 2020 (Salticidae)
  - Scotophaeus anahita Zamani, Chatzaki, Esyunin & Marusik, 2021 (Gnaphosidae)
  - Scotophaeus elburzensis Zamani, Chatzaki, Esyunin & Marusik, 2021 (Gnaphosidae)
  - Scytodes kumonga Zamani & Marusik, 2020 (Scytodidae)
  - Selenops bastet Zamani & Crews, 2019 (Selenopidae)
  - Sestakovaia hyrcania Zamani & Marusik, 2021 (Liocranidae)
  - Shaitan angramainyu Zamani & Marusik, 2021 (Gnaphosidae)
  - Sosticus montanus Zamani, Chatzaki, Esyunin & Marusik, 2021 (Gnaphosidae)
  - Spariolenus khoozestanus Zamani, 2016 (Sparassidae)
  - Spinozodium khatlonicum Zamani & Marusik, 2022 (Zodariidae)
  - Stemonyphantes arta Esyunin & Zamani, 2021 (Linyphiidae)
  - Stemonyphantes verkana Zamani & Marusik, 2021 (Linyphiidae)
  - Synaphosus martinezi Zamani, Chatzaki, Esyunin & Marusik, 2021 (Gnaphosidae)
  - Talanites sumericus Zamani & Marusik, 2022 (Gnaphosidae)
  - Tegenaria alamto Zamani, Marusik & Malek-Hosseini, 2018 (Agelenidae)
  - Tegenaria arsacia Zamani & Marusik, 2019 (Agelenidae)
  - Tegenaria daylamanica Zamani & Marusik, 2019 (Agelenidae)
  - Tegenaria eros Zamani & Marusik, 2019 (Agelenidae)
  - Tegenaria guseinovi Zamani & Marusik, 2019 (Agelenidae)
  - Tegenaria rahnamayi Zamani & Marusik, 2019 (Agelenidae)
  - Tegenaria shirin Zamani & Marusik, 2019 (Agelenidae)
  - Theridion arsia Zamani & Marusik, 2021 (Theridiidae)
  - Trygetus cyrus Zamani & Marusik, 2022 (Zodariidae)
  - Trygetus nakhchivanicus Zamani & Marusik, 2022 (Zodariidae)
  - Trygetus susianus Zamani & Marusik, 2021 (Zodariidae)
  - Uroctea gambronica Zamani & Bosselaers, 2020 (Oecobiidae)
  - Zagrotes apophysalis Zamani, Chatzaki, Esyunin & Marusik, 2021 (Gnaphosidae)
  - Zagrotes bifurcatus (Zamani, Chatzaki, Esyunin & Marusik, 2021) (Gnaphosidae)
  - Zagrotes borna Zamani & Marusik, 2021 (Gnaphosidae)
  - Zagrotes parla Zamani & Marusik, 2021 (Gnaphosidae)
  - Zaitunia akhanii Marusik & Zamani, 2015 (Filistatidae)
  - Zaitunia darreshurii Zamani & Marusik, 2018 (Filistatidae)
  - Zaitunia vahabzadehi Zamani & Marusik, 2016 (Filistatidae)
  - Zaitunia zagrosica Zamani & Marusik, 2018 (Filistatidae)
  - Zelotes hyrcanus Zamani, Chatzaki, Esyunin & Marusik, 2021 (Gnaphosidae)
  - Zelotes jakesi Zamani & Marusik, 2022 (Gnaphosidae)
  - Zodariellum turanicum Zamani & Marusik, 2022 (Zodariidae)
  - Zodariellum turkmenicum Zamani & Marusik, 2022 (Zodariidae)
  - Zodarion sharurense Zamani & Marusik, 2022 (Zodariidae)
  - Zora huseynovi Zamani & Marusik, 2017 (Miturgidae)

## Principales publications
- Zamani, A., Mirshamsi, O., & Marusik, Y. M. (2020). ‘Burning Violin’: The Medically Important Spider Genus Loxosceles (Araneae: Sicariidae) in Iran, Turkmenistan, and Afghanistan, With Two New Species. Journal of Medical Entomology. Abstract
- Zamani, A. (2016): The Field Guide of Spiders and Scorpions of Iran. Iranshenasi, 360 pp. [en persan] Site de l'éditeur
- Moradmand, M., Zamani, A. & Jäger, P. (2016): On the genus Cebrennus Simon, 1880 in Iran with description of a new species from Iranian Central Desert (Araneae: Sparassidae). Zootaxa 4121 Abstract
- Zamani, A., Marusik, Y. M. & Berry, J. (2016): A new species of Paratheuma (Araneae: Dictynidae) from Southwestern Asia and transfer of the genus. Zoology in the Middle East 62 Abstract
- Mirshamsi, O., Zamani, A. & Marusik, Y. M. (2016): A survey of Hersiliidae (Arachnida: Araneae) of Iran with description of one new genus and two new species. Journal of Natural History 59 Abstract
- Zamani, A., Mirshamsi, O., Rashidi, P., Marusik, Y. M., Moradmand, M. & Bolzern, A. (2016): New data on the spider fauna of Iran (Arachnida: Araneae), part III. Arthropoda  Selecta 26 PDF
- Mirshamsi, O., Marusik, Y. M., Zamani, A., Moradmand, M. & Kashefi, R. (2015): Annotated checklist of the spiders of Iran (Arachnida: Araneae). Iranian Journal of Animal Biosystematics Fauna Iranica: I PDF
- Marusik, Y. M. & Zamani, A. (2015): Additional new species of Filistatidae (Aranei) from Iran. Arthropoda Selecta 24 PDF
- Zamani, A., Mirshamsi, O., Jannesar, B., Marusik, Y. M. & Esyunin, S. L. (2015): New data on the spider fauna of Iran (Arachnida: Araneae), Part II. Zoology and Ecology 26 Abstract
- Marusik, Y. M. & Zamani, A. (2015): The spider family Filistatidae (Araneae) in Iran. ZooKeys 516 PDF
- Marusik, Y. M., Zamani, A. & Mirshamsi, O. (2014): Three new species of mygalomorph and filistatid spiders from Iran (Araneae, Cyrtaucheniidae, Nemesiidae and Filistatidae). ZooKeys 463 PDF
- Zamani, A., Nikmagham, Z., Allahdadi, M., Ghassemzadeh, F. & Mirshamsi, O. (2014): New data on the spider fauna of Iran (Arachnida: Araneae). Zoology in the Middle East 60 Abstract